# قطر للطاقة
قطر للطاقة (بالإنجليزية: QatarEnergy)‏ وكانت تعرف سابقاً باسم قطر للبترول وهي شركة قطرية تأسست عام 1974 لكي تكون مسئولة عن صناعة وإنتاج النفط والغاز في قطر.

## نشاط الشركة
تتمحور أنشطة قطر للبترول وشركاتها التابعة ومشاريعها المشتركة حول استكشاف وتنقيب وإنتاج ونقل وتخزين وتسويق وبيع النفط الخام وسوائل الغاز الطبيعي والغاز المحول إلى سوائل والغاز الطبيعي المسال والمنتجات المكررة والبتروكيماويات والأسمدة وخدمات المروحيات والخدمات المالية.

## إستراتيجية الشركة
تعتمد إستراتيجية الشركة في عمليات الاستكشاف وتنفيذ المشاريع الجديدة على اتفاقيات الاستكشاف والمشاركة في الإنتاج (EPSA)، واتفاقيات التطوير والمشاركة في الإنتاج (DPSA)، التي تعقدها مع كبرى شركات النفط والغاز العالمية.
تتميز مشاريع الشركة بالشفافية والإبداع والتصميم على تحقيق مستويات غير مسبوقة سواء من حيث النوعية أو الخدمات، وتعمل على تحقيق ذاتها من خلال تنمية روح العمل.
تتم نشاطات وعمليات الشركة في مناطق مختلفة من الدولة كالدوحة ومسيعيد ودخان ورأس لفان (برا)، والمناطق البحرية التي تشمل جزيرة حالول ومحطات الإنتاج ومنصات الحفر القائمة في مواقع عمليات قطر للبترول ضمن الحقول البحرية وحقل غاز الشمال.

## البيئة
تلتزم قطر للبترول بالحفاظ على البيئة والثروات الطبيعية وتحرص على توفير بيئة سليمة ونظيفة وآمنة لجميع موظفيها ولعامة الناس على حد سواء.

## الشركات التابعة
- LNG
- قطر للبتروكيماويات
- قطر للأسمدة
- قطر للوقود
- قطر للكيماويات
- قطر للفينيل
- الخليج العالمية للحفر
- الخليج العالمية للخدمات
- هليوكوبترالخليج
- أمواج لخدمات التموين
- مسيعيد للبتروكيماويات القابضة
- صناعات قطر
- الشاهين القابضة
- أستاد لإدارة المشاريع[4]
- الشركة القطريه للكهرباء و الماء
- قطر شل
- حقل الشمال
- قافكو
- قابكو
- قطر ستيل
- قطر ألمنيوم
- شركة مسيعيد للطاقه
- ام الحول للطاقه
- كفاك
- ملاحه
- غزال
- كيوكيم
- ايكسون موبيل
- اوريكس جي تي ال
- دولفين للطاقه
- كيو باور
- شركة راس قرطاس للطاقه
- ناقلات
- شركة راس لفان للطاقه